# Michala Mrůzková
Michala Mrůzková (nacida Michala Strnadová, Praga, 19 de octubre de 1979) es una deportista checa que compitió en piragüismo en las modalidades de aguas tranquilas y aguas bravas. Ganó dos medallas en el Campeonato Mundial de Piragüismo de 2006: plata en la prueba de K2 500 y bronce en K1 1000 m, y una medalla de bronce en el Campeonato Europeo de Piragüismo de 2005.
En la modalidad de aguas bravas, obtuvo cinco medallas en el Campeonato Mundial entre los años 1998 y 2002, y nueve medallas en el Campeonato Europeo entre los años 1999 y 2005.

## Palmarés internacional

### Piragüismo en aguas tranquilas
| Campeonato Mundial | Campeonato Mundial | Campeonato Mundial | Campeonato Mundial |
| Año                | Lugar              | Medalla            | Competición        |
| ------------------ | ------------------ | ------------------ | ------------------ |
| 2006               | Szeged (Hungría)   | Medalla de plata   | K2 500 m           |
| 2006               | Szeged (Hungría)   | Medalla de bronce  | K1 1000 m          |
| Campeonato Europeo |                    |                    |                    |
| Año                | Lugar              | Medalla            | Competición        |
| 2005               | Poznań (Polonia)   | Medalla de bronce  | K1 1000 m          |

### Piragüismo en aguas bravas
| Campeonato Mundial | Campeonato Mundial         | Campeonato Mundial | Campeonato Mundial     |
| Año                | Lugar                      | Medalla            | Competición            |
| ------------------ | -------------------------- | ------------------ | ---------------------- |
| 1998               | Garmisch (Alemania)        | Medalla de bronce  | K1 clásico por equipos |
| 2000               | Treignac (Francia)         | Medalla de oro     | K1 clásico individual  |
| 2002               | Valsesia (Italia)          | Medalla de oro     | K1 clásico individual  |
| 2002               | Valsesia (Italia)          | Medalla de bronce  | K1 clásico por equipos |
| 2002               | Valsesia (Italia)          | Medalla de oro     | K1 sprint individual   |
| Campeonato Europeo |                            |                    |                        |
| Año                | Lugar                      | Medalla            | Competición            |
| 1999               | Kobarid (Eslovenia)        | Medalla de bronce  | K1 clásico individual  |
| 2001               | Valsesia (Italia)          | Medalla de oro     | K1 clásico individual  |
| 2001               | Valsesia (Italia)          | Medalla de bronce  | K1 clásico por equipos |
| 2003               | Karlovy Vary ( Rep. Checa) | Medalla de oro     | K1 clásico individual  |
| 2003               | Karlovy Vary ( Rep. Checa) | Medalla de bronce  | K1 clásico por equipos |
| 2003               | Karlovy Vary ( Rep. Checa) | Medalla de oro     | K1 sprint individual   |
| 2005               | Chalaux (Francia)          | Medalla de oro     | K1 clásico individual  |
| 2005               | Chalaux (Francia)          | Medalla de bronce  | K1 clásico por equipos |
| 2005               | Chalaux (Francia)          | Medalla de oro     | K1 sprint individual   |